# شهرستان لایشفسکی
شهرستان لایشفسکی (به لاتین: Laishevsky District) یک شهرستان در روسیه است که در تاتارستان واقع شده‌است.